# Władysław Klępka
Władysław Klępka (ur. 26 stycznia 1942 w Krężnicy Jarej koło Lublina) – poeta, tłumacz z języka czeskiego i gruzińskiego.

## Życiorys
Ukończył Państwowe Liceum Sztuk Plastycznych w Lublinie, potem studiował kulturoznawstwo na Uniwersytecie Marii Curie-Skłodowskiej. Pracował jako instruktor plastyki w instytucjach kultury, obecnie przebywa na emeryturze. Debiutował przekładami z języka gruzińskiego na łamach „Poezji” w 1985. Jego wiersze przetłumaczone zostały na język niemiecki przez Dietera Kalkę i publikowane w Muschelhaufen w 2001. Członek Związku Literatów Polskich od 2007, należał do Robotniczego Stowarzyszenia Twórców Kultury, a obecnie jest członkiem Stowarzyszenia Jeszcze Żywych Poetów (od 1995) w Zielonej Górze. Uprawia również malarstwo w technice papier barwny ręcznie czerpany. Mieszka w Zielonej Górze.

## Twórczość
- Węzeł serdeczny. 69 miniatur poetyckich (1996), ISBN 83-901563-3-4.
- Lato zimorodka (1997), ISBN 83-905507-3-3.
- Świetlisty cień Rafaela (1999), ISBN 83-901563-7-7.
- Bordiura z akantem (2000), ISBN 83-88336-00-2.
- Zielonym do góry. Znasz limeryki liczne (2004),
- Za wiatrem za wodą. Haiku, tanka (2005), ISBN 83-901563-4-2.
- Siedmiokrąg (2005), ISBN 83-87294-36-5.
- Wyka Pana. Tetrastychy (2008), ISBN 978-83-87294-52-6.
- Zielone światło (2011)
- Echo okaryny (2014), ISBN 978-83-88059-74-2.
- Zielonym do góry. Setnik limeryków lubuskich (2014), ISBN 978-83-940818-1-2.
- Rozłąka z łąką (2015), ISBN 978-83-88059-84-1.

Opracował antologię lubuską Wokół haiku (2002).

## Nagrody
- Nagroda Kulturalną m. Puławy (1978)
- Srebrne Pióro Pegaza (1998)
- Lubuski Animator Kultury (2009)
- Odznaka „Zasłużony Działacz Kultury”[5]
- Odznaka Honorowa za Zasługi dla Województwa Lubuskiego (2021)[5]